# 5212 Celiacruz
Az 5212 Celiacruz (ideiglenes jelöléssel (5212) 1989 SS) a Naprendszer kisbolygóövében található aszteroida. Ueda és Kaneda fedezte fel 1989. szeptember 29-én.